# Гленвью (Мемфис)

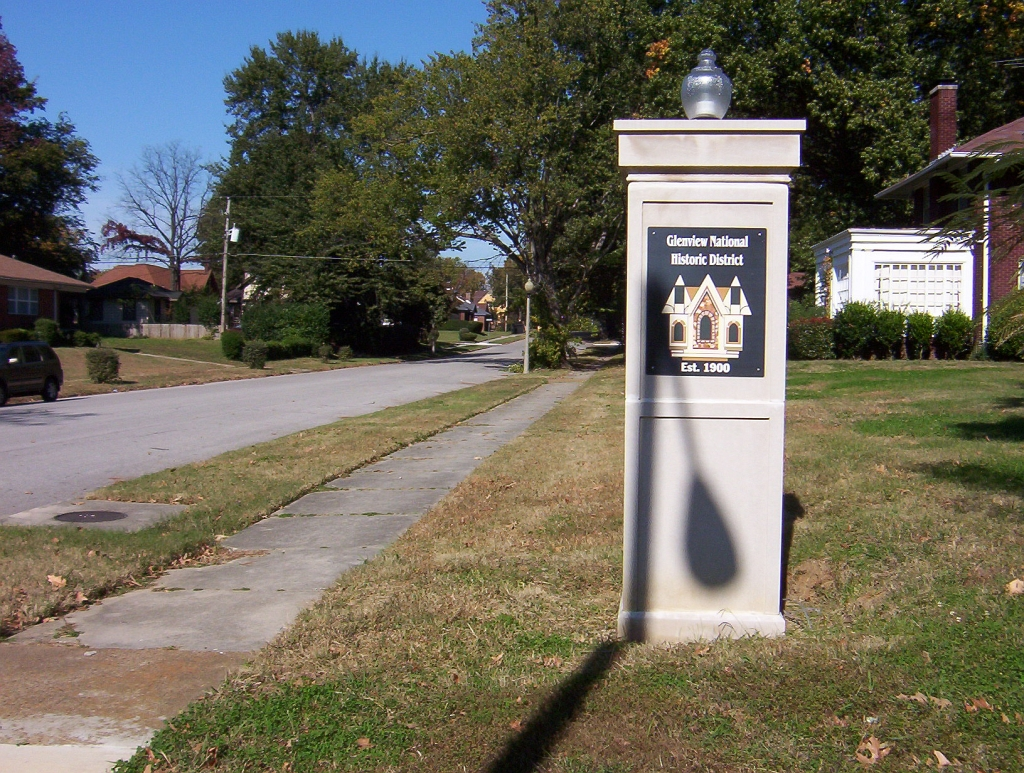
Исторический район Гленвью

Исторический район Гленвью (англ. Glenview Historic District) —  район Мемфиса, включённый в Национальный реестр исторических мест США в 1999 году как исторический район. Гленвью расположен между Южным Мемфисом и Мидтауном и ограничен Illinois Central Railroad на западе, Lamar Ave на востоке, Southern Ave на севере и South Parkway на юге. 
Гленвью был одним из нескольких жилых пригородов Мемфиса, выросших во время строительного бума начала XX века. Архитектура района демонстрирует типичные постройки пригородов того времени, включая в себя бунгало, коттеджи, четырёхугольные дома, дома в колониальном, голландском колониальном тюдоровском и испанском стилях.
В настоящее время Гленвью — район с ухоженными домами, население — преимущественно афроамериканцы. Размер домов варьируется от 93 м2 до 280 м2. Кроме того, здесь расположены миссионерская баптистская церковь Вечного Мира, Апартаменты Уиллета и Общественный центр Гленвью.